# John Harryson
John Edvard Harryson, född 17 april 1926 i Katrineholm i Stora Malms församling i Södermanlands län, död 28 november 2008 i Sankt Görans församling i Stockholm, var en svensk skådespelare, röstskådespelare och vis- och kuplettsångare. Han var far till skådespelaren Peter Harryson och farfar till skådespelaren Oscar Harryson.

## Biografi
Harryson föddes i Katrineholm, son till Harry Gustaf Karlsson, senare Harbring (1902–1982) och Elsa Maria Matilda f. Lundin (1902–1989). Han växte upp i Norrköping. Där scendebuterade han också som 14-åring på Arbisteatern. Senare flyttade han till Stockholm och studerade 1943–1944 vid Gösta Terserus teaterskola. Därefter begav han sig över till Finland och Lilla Teatern i Helsingfors innan han återvände till Sverige 1947 för att antas som elev vid Norrköping-Linköpings Stadsteaters elevskola. Efter slutförd utbildning 1950 stannade Harryson på denna teater ytterligare två år.
Sitt genombrott på scen fick han redan 1950 i Wolfgang Borcherts Utanför dörren. Harryson arbetade därefter på Riksteatern ett par år, men valde sedan att lägga skådespelaryrket åt sidan och började istället att arbeta på Finnboda Varv i Nacka. Anledningen var att han ville ha en mer regelbunden och trygg försörjning än teateryrket kunde erbjuda.
Redan 1955 var han dock tillbaka på scenen, och var sedan engagerad vid stadsteatrarna i Helsingborg 1955–1960 och Göteborg 1960–1967 samt Dramaten 1968–1984. Bland hans 21 roller på Dramaten kan nämnas  poliskommissarie Brown i Tolvskillingsoperan 1969, broder Lorenzo i Romeo och Julia 1971 och bonden i Folkungasagan 1975. På 1990-talet spelade han bland annat senapsfabrikören i farsen Spanska Flugan på Lisebergsteatern i Göteborg och Polonius i Hamlet på Östgötateatern.
Han filmdebuterade i Edvin Adolphsons långfilm Begär 1946 och medverkade i drygt 50 film- och TV-produktioner. Sin första större roll fick han dock som aggressiv rival i Ingmar Bergmans Sommaren med Monika 1953. Minnesvärda insatser gjorde han som kapten Jägerschiöld i TV-serien Raskens 1976, handelsmannen i TV-serien Hedebyborna 1978–1982 och som bokbindaren Ludde i TV-versionen av Gideon Wahlbergs folklustspel Grabbarna i 57:an 1978.
För många var han känd som röster till Joakim von Anka i Duck Tales, Doktor Snuggles, dystre åsnan I-or i Nalle Puh, Tjifen i Micke och Molle: Vänner när det gäller, sheriffen av Nottingham i Robin Hood, Geppetto i Pinocchio, Kloker i Snövit och de sju dvärgarna, kung Eiddileg i Taran och den magiska kitteln och kung Hubert i Törnrosa.
Han var också verksam som vissångare och har genom åren spelat in flera skivor, bl.a. Bondkomikernas visor 1971, Birger Sjöbergs Fridas visor 1978 och tonsatta dikter av Eino Leino 1981. John Harryson är gravsatt i minneslunden på Kungsholms kyrkogård.
Haryson var 1947 till 1953 gift med Ulla-Britt Fagerberg (1926–2011), med vilken han fick två söner, den äldsta är Peter Harryson. Från 1955 var han gift med Kajsa Gunilla Hultare (1934–2003) med vilken han förblev gift till hustruns död och fick tre barn varav två är i livet.

## Filmografi (i urval)
- 1940 – Pinocchio (röst till Geppetto i 1995 års omdubbning)
- 1941 – Dumbo (röst till berättare, kråkor, Joe och clowner i 1972 års omdubbning)
- 1950 – Restaurant Intim
- 1953 – Sommaren med Monika
- 1953 – Vi tre debutera
- 1954 – Ung man söker sällskap
- 1955 – Resa i natten
- 1955 – Älskling på vågen
- 1955 – Vildfåglar
- 1963 – Societetshuset (TV-serie)
- 1964 – Älskling på vift
- 1966 – Blå gatan (TV-serie)
- 1968 – Fanny Hill
- 1968 – Bombi Bitt och jag (TV-serie)
- 1968 – Klart spår till Tomteboda (TV-serie)
- 1969 – Markurells i Wadköping (TV-serie)
- 1969 – Ni ljuger
- 1970 – Röda rummet (TV-serie)
- 1971 – Änkeman Jarl
- 1971 – Dagmars heta trosor
- 1971 – Nu seglar Pip-Larssons (TV-serie)
- 1972 – Swedish Wildcats
- 1972 – Anderssonskans Kalle
- 1972 – Barnen i Höjden (TV-serie)
- 1972 – Tintin i hajsjön (röst till Rastapopoulos)
- 1973 – Ett resande teatersällskap (TV-serie)
- 1973 – N.P. Möller, fastighetsskötare (TV-serie)
- 1973 – Robin Hood (röst till sheriffen av Nottingham)
- 1973–1974 – Fem myror är fler än fyra elefanter (TV-serie) (röst till Knysten)
- 1974 – En handfull kärlek
- 1974 – Nattens konung
- 1976 – Raskens (TV-serie)
- 1977 – Conny och Tojan (TV-serie)
- 1977 – Ärliga blå ögon (TV-serie)
- 1977 – Tjejerna gör uppror (TV-serie)
- 1977 – Filmen om Nalle Puh (röst till I-or i 1992 års omdubbning)
- 1977 – Bernard och Bianca (röst till Lukas)
- 1977 – Soldat med brutet gevär (TV-serie)
- 1978 – Streber
- 1978 – Hedebyborna (TV-serie)
- 1978 – Grabbarna i 57:an eller Musikaliska gänget (TV-serie)
- 1979–1981 – Doktor Snuggles (TV-serie) (röst till Doktor Snuggles)
- 1980 – Sverige åt svenskarna
- 1980 – Styv kuling (TV-serie)
- 1981 – Höjdhoppar'n
- 1981 – Micke och Molle: Vänner när det gäller (röst till Tjifen)
- 1981 – Svansjön (röst till Rothbart)
- 1983 – Spanarna (TV-serie)
- 1983 – Farmor och vår Herre (TV-serie)
- 1983 – Colombe
- 1984 – Ärztinnen
- 1986 – Jönssonligan dyker upp igen
- 1987 – Sportfånen Långben som fotbollsstjärna (röst till Joakim von Anka)
- 1987–1990 – Duck Tales (TV-serie) (röst till Joakim von Anka)
- 1988 – Månguden
- 1989 – Hassel – Slavhandlarna
- 1990 – Kära farmor (TV-serie)
- 1990 – Farbror Joakim och Knattarna i jakten på den försvunna lampan (röst till Joakim von Anka)
- 1992 – Tom & Jerry gör stan osäker (röst till Rufsen)
- 1997 – Nalle Puh och jakten på Christoffer Robin (röst till I-or)
- 1998 – Glöm inte mamma! (TV-serie)
- 1998 – Pip-Larssons (TV-serie)
- 1999 – Musse Pigg och hans vänner firar jul (röst till Joakim von Anka)
- 2002 – Musse Piggs julsaga (röst till Ebenezer Scrooge/Joakim von Anka i omdubbning)

## Teater

### Roller (ej komplett)
| År   | Roll                 | Produktion                                                                         | Regi                        | Teater                           |
| ---- | -------------------- | ---------------------------------------------------------------------------------- | --------------------------- | -------------------------------- |
| 1947 |                      | Romeo och Julia William Shakespeare                                                | Johan Falck                 | Norrköping-Linköping stadsteater |
| 1947 |                      | Född i går Garson Kanin                                                            | Johan Falck                 | Norrköping-Linköping stadsteater |
| 1947 |                      | Kungens paket Staffan Tjerneld och Alf Henrikson                                   | Hans Dahlin                 | Norrköping-Linköping stadsteater |
| 1947 |                      | Den heliga familjen Rudolf Värnlund                                                | Gunnar Skoglund             | Norrköping-Linköping stadsteater |
| 1948 |                      | Erik XIV August Strindberg                                                         | Johan Falck                 | Norrköping-Linköping stadsteater |
| 1948 | Puck                 | En midsommarnattsdröm William Shakespeare                                          | Stig Roland                 | Norrköping-Linköping stadsteater |
| 1948 |                      | Strändernas svall Eyvind Johnson                                                   | Johan Falck                 | Norrköping-Linköping stadsteater |
| 1949 |                      | Clownen Beppo Else Fisher                                                          |                             | Norrköping-Linköping stadsteater |
| 1949 | Bruno Darvet-Stuart  | Edwards barn Marc-Gilbert Sauvajon, Frederick J. Jackson och Roland Bottomley      | Stig Roland                 | Norrköping-Linköping stadsteater |
| 1949 |                      | Cæsar och Cleopatra George Bernard Shaw                                            | Johan Falck                 | Norrköping-Linköping stadsteater |
| 1949 |                      | Radiobragden Charlotte B Chorpenning                                               | Pär-Edward Wahlgren         | Norrköping-Linköping stadsteater |
| 1950 | Beckmann             | Utanför dörren Wolfgang Borchert                                                   | Johan Falck                 | Norrköping-Linköping stadsteater |
| 1950 | Sonen                | U39 Rudolf Värnlund                                                                | Gunnar Skoglund             | Norrköping-Linköping stadsteater |
| 1950 |                      | Tripp, Trapp, Troll Josef Halfen                                                   | Pär-Edward Wahlgren         | Norrköping-Linköping stadsteater |
| 1950 |                      | Tjuvarnas paradis Jacques Deval                                                    | Johan Falck                 | Norrköping-Linköping stadsteater |
| 1950 |                      | Hans nåds testamente Hjalmar Bergman                                               | Johan Falck                 | Norrköping-Linköping stadsteater |
| 1950 |                      | De rättrådiga Albert Camus                                                         | Johan Falck                 | Norrköping-Linköping stadsteater |
| 1950 |                      | Äventyr på Angantyr Sune Bergström                                                 | Pär-Edward Wahlgren         | Norrköping-Linköping stadsteater |
| 1950 |                      | Hamlet William Shakespeare                                                         | Johan Falck                 | Norrköping-Linköping stadsteater |
| 1950 |                      | Drömflickan Elmer Rice                                                             | Per Gerhard                 | Norrköping-Linköping stadsteater |
| 1951 |                      | Blodsbröllop Federico García Lorca                                                 | Johan Falck                 | Norrköping-Linköping stadsteater |
| 1951 |                      | Det gäller miljonen Roger MacDougall                                               | Gerda Wrede                 | Norrköping-Linköping stadsteater |
| 1951 |                      | Rött månsken Melchior Lengyel och Marc-Gilbert Sauvajon                            | Johan Falck                 | Norrköping-Linköping stadsteater |
| 1951 |                      | Robespierre Rudolf Värnlund                                                        | Johan Falck                 | Norrköping-Linköping stadsteater |
| 1951 | Jack Hunter          | Den tatuerade rosen Tennessee Williams                                             | Ingmar Bergman              | Norrköping-Linköping stadsteater |
| 1951 |                      | Premiär nästa måndag Philip King                                                   | Gunnar Skoglund             | Norrköping-Linköping stadsteater |
| 1952 |                      | Drömresan Gunnar Falk                                                              | Sture Ericson               | Norrköping-Linköping stadsteater |
| 1952 | Pedersen, journalist | Swedenhielms Hjalmar Bergman                                                       | Johan Falck                 | Norrköping-Linköping stadsteater |
| 1952 |                      | Trettondagsafton William Shakespeare                                               | Sandro Malmquist            | Skansens Frilufts Teater         |
| 1956 | Michel               | Gröna fracken Gaston Arman de Caillavet och Robert de Flers                        | Johan Falck                 | Helsingborgs stadsteater         |
| 1956 | Maupa                | Drottningen och rebellerna Ugo Betti                                               | Leo Golowin                 | Helsingborgs stadsteater         |
| 1956 | Kommissarien         | Balladen om ingen Johannes W. Klefisch                                             | Johan Falck                 | Helsingborgs stadsteater         |
| 1957 | Christian            | Kärlekskvarett (Die hellgelben Handschuhe) Willi Kollo                             | Åke Engfeldt                | Helsingborgs stadsteater         |
| 1957 | Figaro               | Barberaren i Sevilla Pierre de Beaumarchais                                        | Johan Falck                 | Helsingborgs stadsteater         |
| 1957 | Berggren             | Ett brott Sigfrid Siwertz                                                          | Johan Falck                 | Helsingborgs stadsteater         |
| 1957 | Elgin                | Spindelnätet Agatha Christie                                                       | Eva Sköld                   | Helsingborgs stadsteater         |
| 1957 | Rocket               | Dårskapens timme Anna Bonacci                                                      | Åke Engfeldt                | Helsingborgs stadsteater         |
| 1957 | Kolieski             | Ut med narren! J.B. Priestley                                                      | Johan Falck                 | Helsingborgs stadsteater         |
| 1957 | Harry Lund           | Brott i sol Staffan Tjerneld                                                       | Bertil Norström             | Helsingborgs stadsteater         |
| 1957 | Professor Borg       | Nationalmonumentet Tor Hedberg                                                     | Rolf Carlsten               | Helsingborgs stadsteater         |
| 1957 | Leonidas Fadinard    | Pariserliv Jacques Offenbach, Henri Meilhac och Ludovic Halévy                     | Soini Wallenius             | Helsingborgs stadsteater         |
| 1958 | Dauphin              | Sankta Johanna George Bernard Shaw                                                 | Johan Falck                 | Helsingborgs stadsteater         |
| 1958 | Figaro               | Figaros bröllop eller Den uppochnervända dagen Pierre de Beaumarchais              | Johan Falck                 | Helsingborgs stadsteater         |
| 1958 | Jakob                | Tolvskillingsoperan Bertolt Brecht och Kurt Weill                                  | Johan Falck                 | Helsingborgs stadsteater         |
| 1958 | Claude Masure        | Bäddat för tre (Monsieur Masure) Claude Magnier                                    | Lennart Olsson              | Helsingborgs stadsteater         |
| 1958 |                      | Ägget Félicien Marceau                                                             | Lennart Olsson              | Helsingborgs stadsteater         |
| 1958 | Auguste Roussel      | Auguste Raymond Castans                                                            | Lennart Olsson              | Helsingborgs stadsteater         |
| 1959 | Grumio               | Så tuktas en argbigga William Shakespeare                                          | Johan Falck Edvin Adolphson | Helsingborgs stadsteater         |
| 1959 | Juryman 7            | Tolv edsvurna män Reginald Rose                                                    | Johan Falck                 | Helsingborgs stadsteater         |
| 1959 | Edvin                | Fridas visor eller Oscars fyra bekymmer eller En vecka i Lilla Paris Gösta Sjöberg | Frank Sundström             | Helsingborgs stadsteater         |
| 1959 | Ledadu               | Generalen på skolbänken Jean Anouilh                                               | Palle Granditsky            | Helsingborgs stadsteater         |
| 1959 | Rodolpho             | Utsikt från en bro Arthur Miller                                                   | Frank Sundström             | Helsingborgs stadsteater         |
| 1959 | Proba, narr          | Som ni behagar William Shakespeare                                                 | Frank Sundström             | Helsingborgs stadsteater         |
| 1960 | Inspicienten Loriot  | Lilla helgonet (Mam'zelle Nitouche) Hervé, Henri Meilhac och Albert Millaud        | Frank Sundström             | Helsingborgs stadsteater         |
| 1960 | Herr Dussel          | Anne Franks dagbok (The Diary of Anne Frank) Frances Goodrich och Albert Hackett   | Frank Sundström             | Helsingborgs stadsteater         |
| 1961 | Paul                 | Alltsedan Adam och Eva Poul Sørensen och Erik Fiehn                                | Gunnar Ekström              | Folkteatern, Göteborg            |
| 1969 | Brown                | Tolvskillingsoperan Kurt Weill och Bertolt Brecht                                  | Alf Sjöberg                 | Dramaten                         |
| 1969 | Rosig                | Bröllopsfesten (Hochzeit) Elias Canetti                                            | Donya Feuer                 | Dramaten                         |
| 1979 | Filostrat Puck       | En midsommarnattsdröm William Shakespeare                                          | Göran O. Eriksson           | Stockholms stadsteater           |
| 1981 | Leopold Maria        | Csardasfurstinnan Emmerich Kálmán, Leo Stein och Béla Jenbach                      | Ivo Cramér                  | Oscarsteatern                    |

## Radioteater
| År   | Roll | Produktion                  | Regi        |
| ---- | ---- | --------------------------- | ----------- |
| 1952 | Per  | Trångbodda Ingeborg Solberg | Johan Falck |